# Фредерік Фліт
Фредерік Фліт (англ. Frederick Fleet; 15 жовтня 1887 — 10 січня 1965) — англійський моряк, служив на «Титаніку» під час його єдиного рейсу і першим помітив айсберг, з яким зіткнулося судно.

## Біографія
Фредерік Фліт народився 15 жовтня 1887 року у Ліверпулі, Англія. З народження не знав батька, а мати незабаром після його народження втекла з іншим чоловіком до американського Спрингфілда. Фліт виховувався прийомними сім'ями та далекими родичами. У 12 років вперше вийшов у море на судні «Конвей». У 1903 році був найнятий на флот юнгою. У 1908 році пішов працювати на «White Star Line», де служив на судні «Oceanic». У березні 1912 року призначений на лайнер «Титанік».

### Служба на «Титаніку»
Служба Фліта на «Титаніку» розпочалася зі Саутгемптона. На судні він ніс щоденну двогодинну та нічну дво- та чотиригодинну вахту у спостережному пункті на щоглі судна, у так званому «воронячому гнізді». 14 квітня 1912 року, разом з Реджинальдом Лі, він заступив на чергування о 22:00. Другий офіцер, Чарльз Лайтоллер, наказав їм уважно стежити за льодами. О 23:39 Фліт помітив айсберг прямо по курсу судна. Він задзвонив тричі у дзвін, а потім зателефонував на місток. Джеймс Муді, який перебував на містку, запитав Фліта: «Що ти бачиш?» Фліт відповів: «Айсберг, прямо по курсу!» Муді: «Спасибі!». Побоюючись, що айсберг зачепить щоглу, Фліт приймає рішення її покинути. Але лід впав на палубу, не пошкодивши ні щоглу, ні «вороняче гніздо».
У ході евакуації Фліт зайняв рятувальну шлюпку № 6, в якій також перебувала «непотоплювана» Марґарет Браун. Перед спуском в шлюпку, як весляр, по канату спустився Артур Пеукен. У шлюпці перебував також кермовий Роберт Гіченс, який сперечався з пасажиркою 1 класу Гелен Кенді, яка, впавши у шлюпку, зламала щиколотку. Вона наполягала, що потрібно повернутися назад і врятувати тих, що вижив. Після спуску їх шлюпка намагалася досягти вогні таємничого корабля, але безуспішно.
Моряк разом з іншими пасажирами був врятований лайнером «Карпатія» і доставлений на пірс № 54 в Нью-Йорку 18 квітня. Там він давав свідчення на засіданні Американського слідчого комітету. Як і іншим його колегам, Фліту було дозволено покинути Нью-Йорк 2 травня. Після повернення до Британії він давав свідчення на засіданні Британського слідчого комітету.

### Після «Титаніка»
Після трагедії «Титаніка» Фліт служив на «Олімпіку». У серпні 1912 року звільнився з «White Star Line». Протягом 24 років він ходив на суднах різних судноплавних компаній, у тому числі «Union-Castle Line». У 1936 році пішов працювати на судноверф компанії «Harland and Wolff» у Саутгемптоні. Паралельно працював газетярем. Жив разом з дружиною та її братом. Під час Другої світової війни працював на суднах торгового флоту.
Після смерті дружини 28 грудня 1964 року її брат, в чиєму будинку у Саутгемптоні вони проживали, виселив Фліта, після чого він певний час проживав у сина. Внаслідок глибокої депресії Фредерік Фліт здійснив самогубство через повішення 10 січня 1965 року.